# Taragudo
Taragudo é um município da Espanha na província de Guadalajara, comunidade autónoma de Castilla-La Mancha, de área 6,42 km² com população de 35 habitantes (2007) e densidade populacional de 6,01 hab/km².

## Demografia
| Variação demográfica do município entre 1991 e 2004 | Variação demográfica do município entre 1991 e 2004 | Variação demográfica do município entre 1991 e 2004 | Variação demográfica do município entre 1991 e 2004 |
| --------------------------------------------------- | --------------------------------------------------- | --------------------------------------------------- | --------------------------------------------------- |
| 1991                                                | 1996                                                | 2001                                                | 2004                                                |
| 36                                                  | 30                                                  | 31                                                  | 38                                                  |